# Jennifer Carroll MacNeill
Jennifer Carroll MacNeill (ur. 5 września 1980 w Dublinie) – irlandzka polityk, prawniczka i działaczka samorządowa, deputowana, od 2025 minister.

## Życiorys
W 2002 ukończyła nauki polityczne i biznesowe w Trinity College w Dublinie. Doktoryzowała się z nauk politycznych na University College Dublin, za swoją pracę doktorską w 2015 otrzymała nagrodę Basil Chubb Prize. Kształciła się również w King’s Inns. Praktykowała jako solicitor i barrister. Zaangażowała się w działalność polityczną w ramach Fine Gael. Była doradczynią lidera FG, a także doradczynią w administracji rządowej. W 2019 została radną hrabstwa Dún Laoghaire-Rathdown. W wyborach w 2020 po raz pierwszy uzyskała mandat deputowanej do Dáil Éireann. Z powodzeniem ubiegała się o poselską reelekcję w 2024.
W grudniu 2022 objęła niższe stanowisko rządowe – ministra stanu w departamencie finansów. W kwietniu przeszła na tożsamą funkcję przy premierze oraz w departamencie spraw zagranicznych i departamencie obrony; odpowiadała za kwestie dotyczące spraw europejskich. W styczniu 2025 w utworzonym wówczas drugim rządzie Micheála Martina została natomiast ministrem zdrowia.

## Życie prywatne
Jej mąż Hugo MacNeill był graczem rugby union; ma syna.